# Takuma Koga
Takuma Koga (jap. 古賀 琢磨 Koga Takuma; ur. 30 kwietnia 1969) – japoński piłkarz występujący na pozycji obrońcy.

## Kariera klubowa
Od 1992 do 2003 roku występował w klubach Júbilo Iwata, Shimizu S-Pulse i Cerezo Osaka.